# جورج تشراشيدزي
جورج تشراشيدزي (بالإنجليزية: Georges Charachidzé)‏ 11 فبراير 1930 – 20 فبراير 2010، كان باحثًا فرنسيًا جورجيًا في الثقافات القوقازية. ركزت أهم أعماله على تاريخ الإقطاع الجورجي والمعتقدات الدينية الوثنية للجورجيين وكذلك الأساطير المقارنة القوقازية ولغات شمال القوقاز.